# بيتر فوغل (مخترع)
بيتر فوغل (بالإنجليزية: Peter Vogel)‏ هو صانع آلة موسيقية ‏ ومهندس ومخترِع أسترالي، ولد في 30 أغسطس 1954 في سيدني في أستراليا.